# Bunjani
 Bunjani  falu Horvátországban Zágráb megyében. Közigazgatásilag Križhez tartozik.

## Fekvése
Zágrábtól 42 km-re délkeletre, községközpontjától  4 km-re északnyugatra, az A3-as autópálya közelében fekszik.

## Története
1857-ben 229, 1910-ben 470 lakosa volt. Trianon előtt Belovár-Kőrös vármegye Križi járásához tartozott. A településnek 2001-ben 672 lakosa volt.

## Lakosság
| Lakosság változása | Lakosság változása | Lakosság változása | Lakosság változása | Lakosság változása | Lakosság változása | Lakosság változása | Lakosság változása | Lakosság változása | Lakosság változása | Lakosság változása | Lakosság változása | Lakosság változása | Lakosság változása | Lakosság változása |
| ------------------ | ------------------ | ------------------ | ------------------ | ------------------ | ------------------ | ------------------ | ------------------ | ------------------ | ------------------ | ------------------ | ------------------ | ------------------ | ------------------ | ------------------ |
| 1857               | 1869               | 1880               | 1890               | 1900               | 1910               | 1921               | 1931               | 1948               | 1953               | 1961               | 1971               | 1981               | 1991               | 2001               |
| 229                | 198                | 232                | 318                | 400                | 470                | 571                | 634                | 682                | 642                | 696                | 638                | 616                | 627                | 672                |

## Külső hivatkozások
Križ község hivatalos oldala